# Museum Warschau-Praga

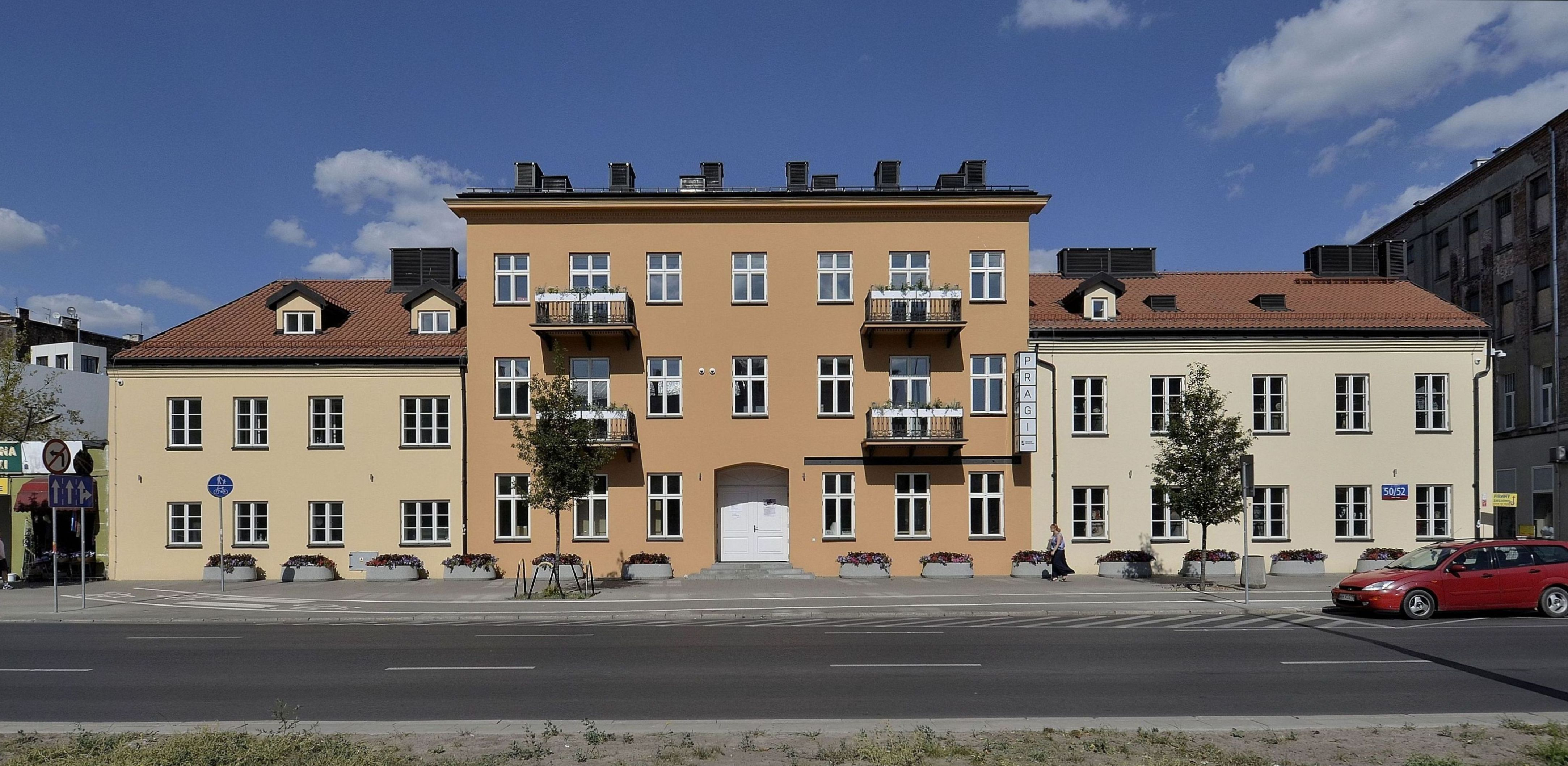
Museum Warschau-Praga

Das Museum Warschau-Praga (polnisch: Muzeum Warszawskiej Pragi) ist das bislang einzige Museum Warschaus auf der rechten Weichselseite. Es ist der Geschichte des Warschauer Stadtbezirks Praga gewidmet. Bis 2014 wurden Wechselausstellungen in provisorisch hergerichteten Räumen der ehemaligen “Koneser”-Wodkafabrik (Ulica Ząbkowska 23/25) durchgeführt. 2014 wurde sanierte und umgebaute Gebäudeensemble an der Ulica Targowa 50/52 bezogen.

## Geschichte
Im Jahr 2006 beschloss der Warschauer Stadtrat die Einrichtung eines Museums zur Geschichte Pragas. Die Bezeichnung „Praga“ wird hierbei im weiteren Sinne verstanden; sie bezieht historische Ortschaften und heutige Stadtteile wie Bródno, Białołęka, Gocław, Grochów, Kamionek, Saska Kępa, Skaryszew, Tarchomin, Targówek oder Zerzeń mit ein. Das Museum ist als Zweigstelle dem Museum von Warschau angeschlossen; die Finanzierung obliegt somit der Stadt Warschau.
Bis zum Bezug des zukünftigen Sitzes des Museums finden in Räumen der nahegelegenen, ehemaligen Wodkafabrik „Koneser“ Ausstellungen statt. So wurde von Mai bis September 2001 anlässlich des 100. Gründungstages der Pfadfinderbewegung in Praga eine Ausstellung zur Geschichte dieser Einheit gezeigt. Von Oktober bis Dezember 2011 wurde zu den nicht mehr genutzten, evangelischen Friedhöfen in Białołęka informiert. Eine historische Fotoausstellung zur Freizeitgestaltung der Bewohner Pragas findet von Mai bis September 2012 statt. Bis auf Weiteres befinden sich hier auch die Verwaltungsräume des Museums.

## Zukünftiger Museumssitz
Drei aneinandergebaute historische Gebäude an der Hauptverkehrsstraße Targowa sowie ein Hinterhof mit entsprechender Bebauung wird zukünftig als Sitz des Museums dienen. Die Lage und die Gebäude selbst sind mit der Geschichte des Stadtteils eng verbunden. An den Hinterhof schließt sich unmittelbar der weithin bekannte und ebenfalls historische Bazarmarkt “Różycki” an, der auch beidseitig des Museums zugänglich ist. Die Häuserzeile an der Targowa besteht (von Norden nach Süden) aus dem Krzyżanowski-Gebäude, dem ältesten Ziegelhaus der Gegend vom ausgehenden 18. Jahrhundert, dem mittleren Sokołowski-Haus von 1873 sowie dem Rothblith-Haus, das in den Jahren 1829 bis 1830 errichtet wurde. Die Keller der beiden südlichen Gebäude sind älter, sie stammen ebenfalls etwa vom Ende des 18. Jahrhunderts. Als zu Beginn des 20. Jahrhunderts die gegenüberliegende Ulica Kępna über die Targowa hinaus verlängert wurde, musste ein Teil des Rothblith-Hauses abgerissen werden.
Im Hinterhof befindet sich ein altes Nebengebäude. Außerdem wird hier ein modernes Verwaltungs- und Veranstaltungsgebäude errichtet, das den Hof zur Kępna und dem Bazar abschließen wird. Die Ausstellung selbst wird interaktiv ausgestaltet sein. Neben der Darstellung historischer Werkstätten und einer Sammlung von Ikonen wird es gesprochene Installationen und ein Café geben. Das Museum soll auch als Stätte für lokale Treffen und Ausbildung, Forschung sowie Kunstveranstaltungen dienen.

### Sanierung und Umbau
Die Häuserzeile wird entkernt, komplett saniert und den Museumsanforderungen entsprechend umgebaut. Das Nebengebäude im Hof wird ebenfalls saniert. Zur Kępna und dem Bazar wird ein ungefähr rechtwinkeliger, dreigeschossiger Betonneubau errichtet. Die Umbaukosten betragen 38 Millionen Złoty (etwa 9 Mio. Euro) und werden zu etwa einem Drittel aus Mitteln des Regionalentwicklungsfonds (OPI&E) der Europäischen Union mitfinanziert. Das neue Museum wurde 2014 fertiggestellt und eröffnet.

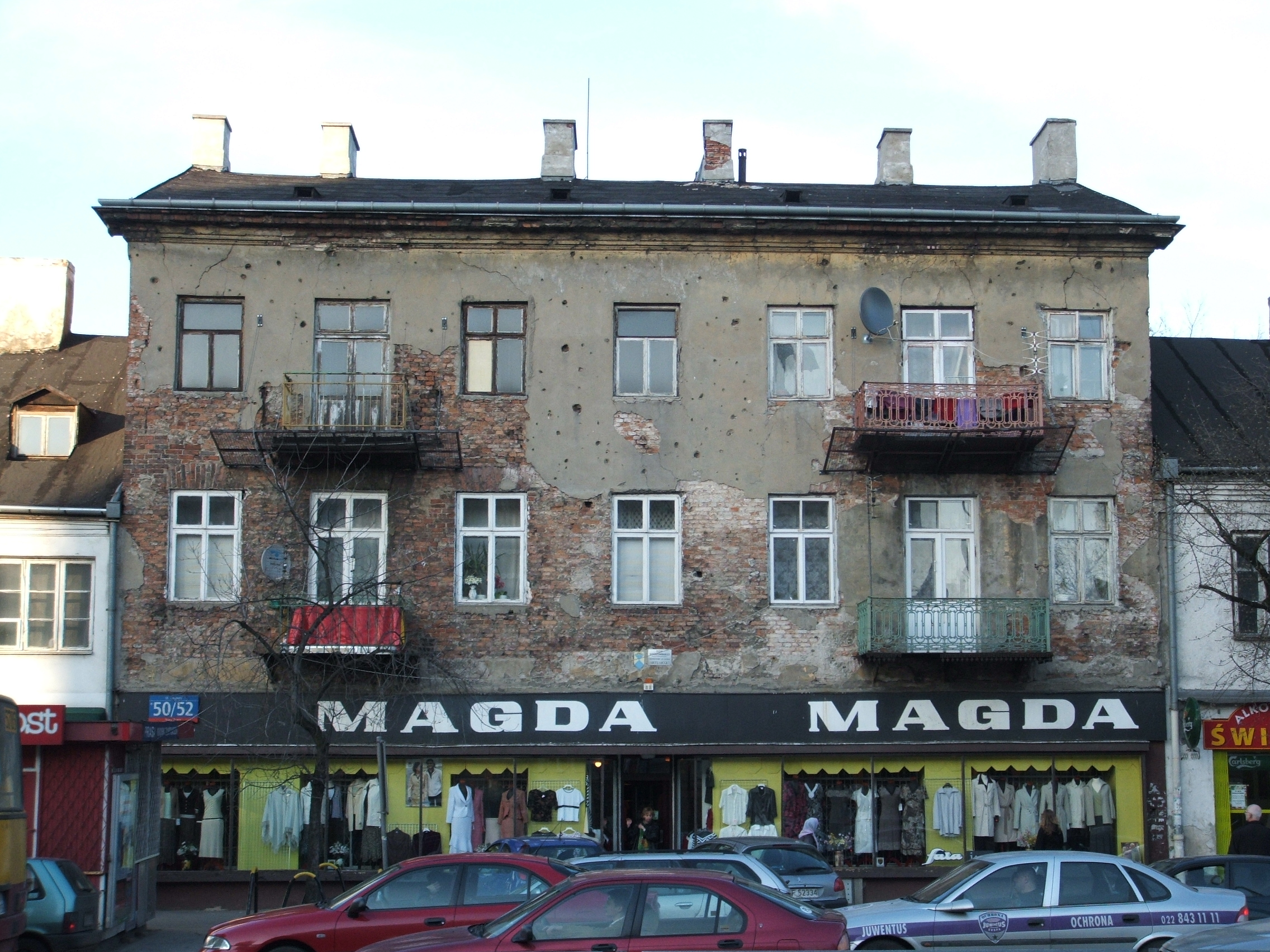
Zukünftiger Museumssitz in der Targowa; vor Beginn der Umbauarbeiten
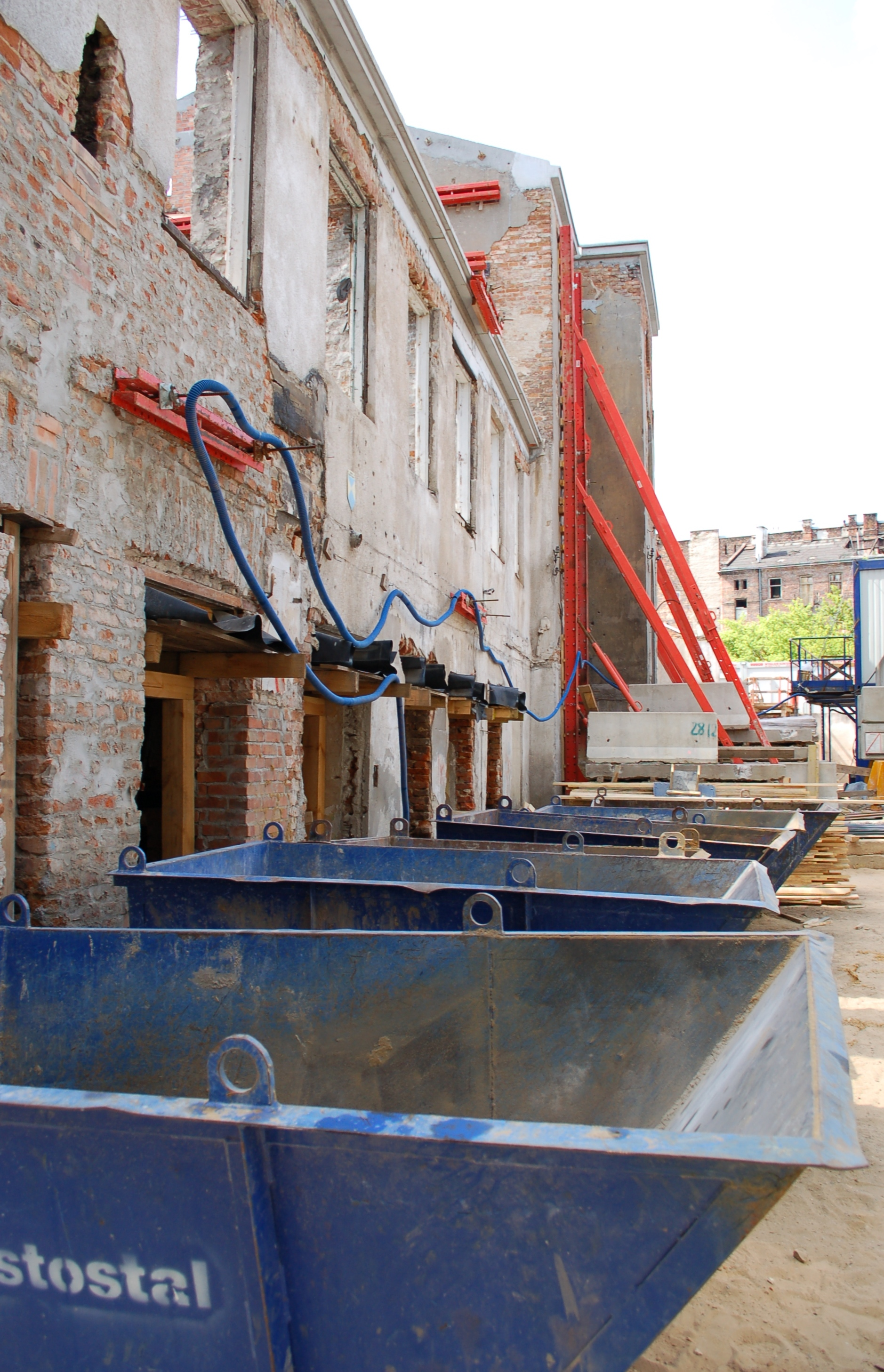
Umbau im Jahr 2012 (Innenhofansicht)
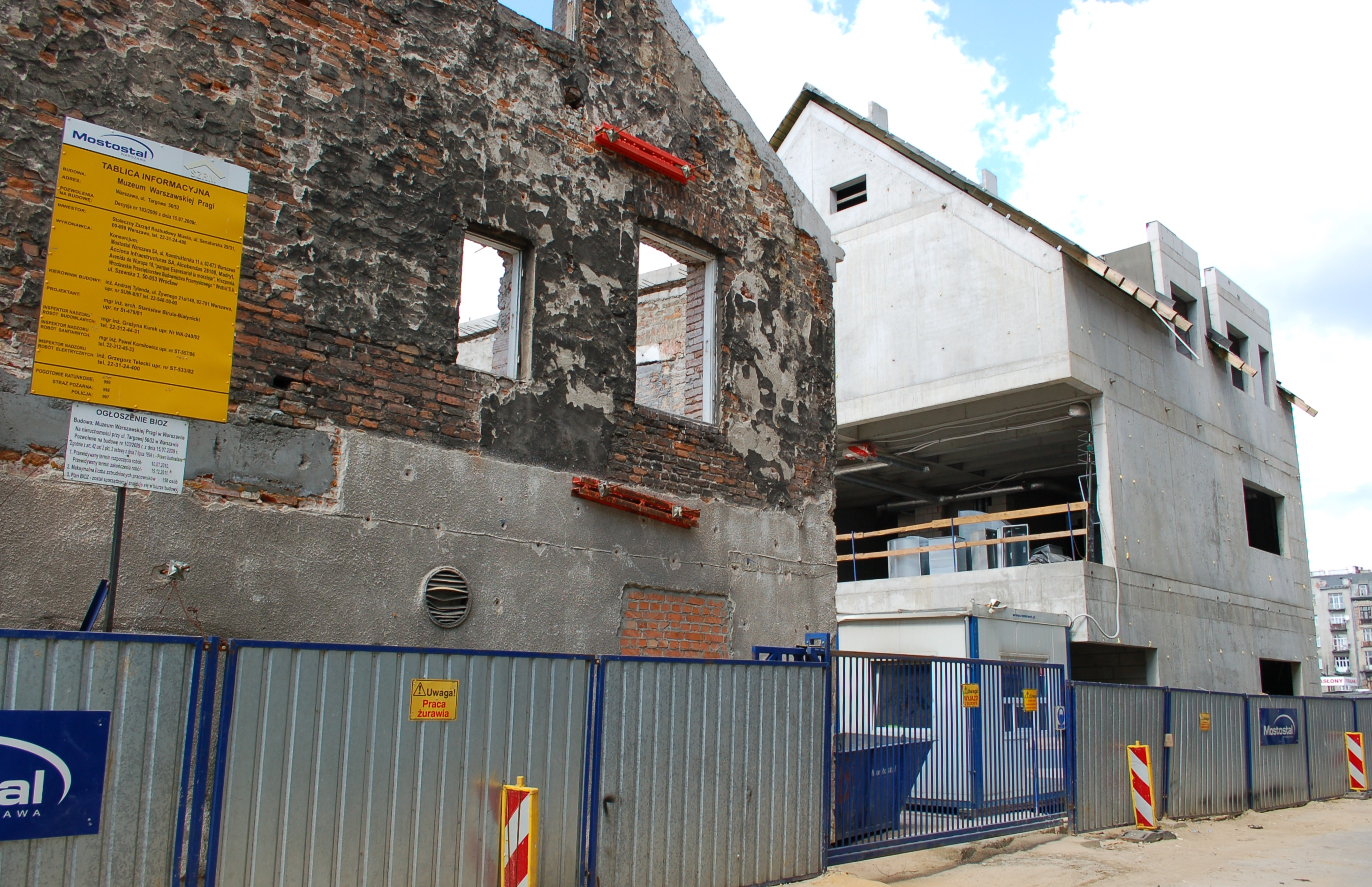
Neubauobjekt (Verwaltungs- und Seminargebäude)
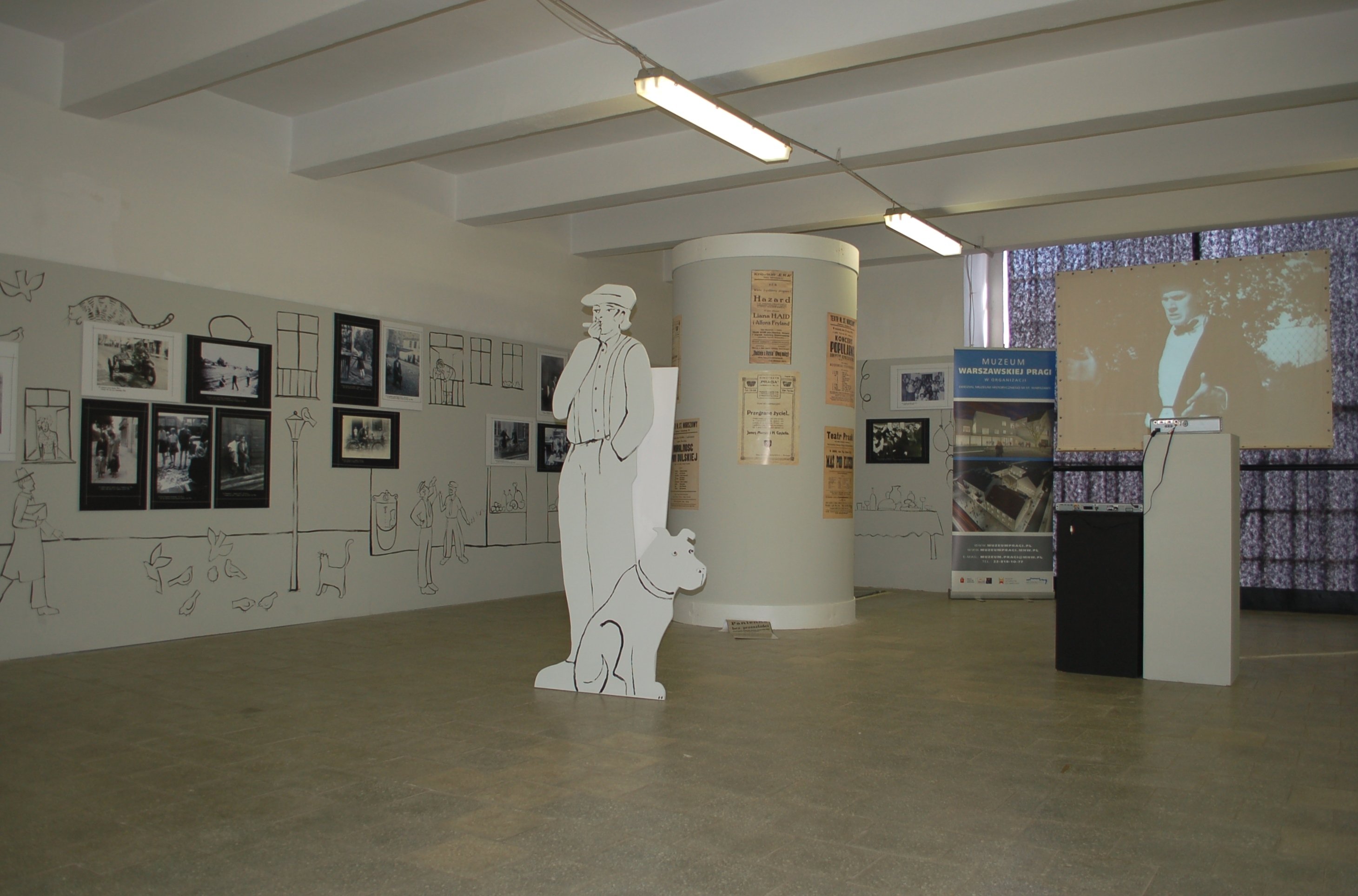
Provisorische Ausstellung im Gebäude der Koneser-Fabrik

### Synagoge (Ulica Targowa)
In dem äußerlich unauffälligen, historischen Nebengebäude auf der Hofseite befindet sich eine ehemalige Synagoge. Das Gebäude stammt vermutlich aus dem Jahr 1794, das jüdische Gebetshaus wurde hier 1869 eingerichtet. Bereits ab 1839 befand sich in dem Gebäude eine jüdische Grundschule. Das Innere der Synagoge stammt aus den Jahren 1873 und 1874; zwei Innenräume enthalten Fragmente von 1996 freigelegten Wandmalereien. Die Polychromie beinhalten Tierkreiszeichen des hebräischen Kalenders sowie Szenen aus dem jüdischen Leben (so z. B. Betende an der Klagemauer und am Grab der Rachel in Betlehem).

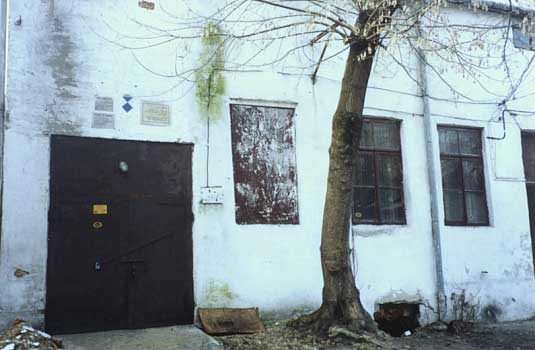
Eingang zur Synagoge vom Innenhof, unsaniert
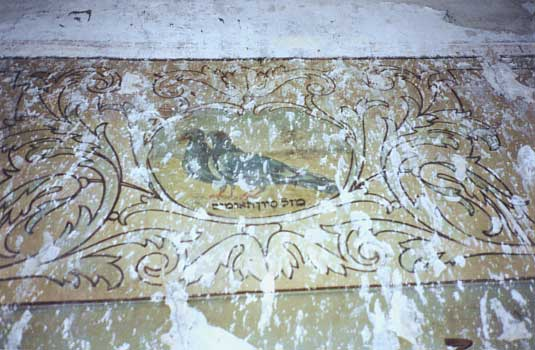
Fresko Tierkreiszeichen Zwillinge
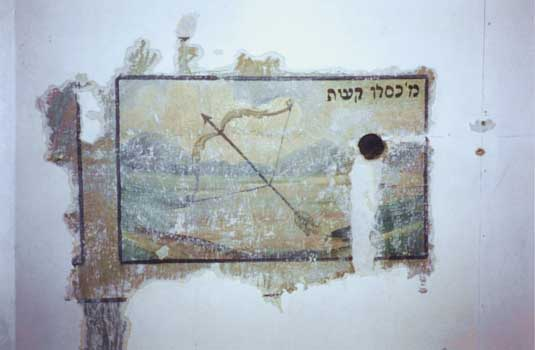
Fresko Tierkreiszeichen Schütze